# 索默劳
索默劳是德国莱茵兰-普法尔茨州的一个市镇。总面积1.04平方公里，总人口73人，其中男性30人，女性43人（2011年12月31日），人口密度70人/平方公里。